# Maciej Hilgier
Maciej Hilgier (ur. 22 maja 1950 w Warszawie, zm. 12 czerwca 2007) – polski lekarz anestezjolog, doktor nauk medycznych, były prezes, a następnie wiceprezes Polskiego Towarzystwa Badania Bólu. Kierownik Oddziału Badania Bólu i Terapii Paliatywnej Centrum Onkologii w Warszawie. Członek Zarządu Europejskiego Stowarzyszenia Europa Przeciw Bólowi. Współautor wraz z Jerzym Jaroszem monografii „Leczenie bólów nowotworowych”. Autor pionierskiej pracy „Blokady układu współczulnego” (1995).  Jeden z niewielu lekarzy mających tytuł "Lekarza Niezwykłego" otrzymywanego za szczególne poświęcenie i zaangażowanie w pomoc chorym.